# Søstrenes videohjem
|  | Denne artikel er oprettet af botten PalnaBot ud fra en ekstern database. Den kan derfor have sproglige fejl eller mangler. Denne skabelon kan fjernes efter kontrol af indholdet. |

Søstrenes videohjem er en dokumentarfilm instrueret af Sara Fried efter eget manuskript.

## Handling
Til mine døtre lyder slutteksternes dedikation forståeligt nok i denne muntre og kærlige videoleg, hvor søstrene Ana og Lia indfanges i lyst og nød - mest det første, mens de for eksempel dækker bord, sover, kysser, driller, leger og skændes, mens de farvelægger et dejligt fotografi af dem selv. De fylder virkeligt i videolandskabet og er det naturlige centrum for en moder med et nysgerrigt videokamera, en universel og basal stolthed og en stille, iagttagende lykkefølelse.